# インテルリーガ
インテルリーガ(Interliga)は、2004年から2010年までメキシコのクラブ間で行なわれていたサッカーの大会。コパ・リベルタドーレスのメキシコ予選大会という扱いだった。

## 歴史
2003年以前、メキシコのクラブにはコパ・リベルタドーレス本選の自動的な出場権が与えられておらず、ベネズエラのクラブとの予選で本選出場権を争っていた。2004年にはメキシコとベネズエラのクラブにも本選の自動的な出場権が与えられたため、メキシコサッカー連盟は予選大会としてインテルリーガを創設し、プリメーラ・ディビシオンのシーズンオフである1月に開催した。2005年にはメキシコのコパ・リベルタドーレス出場枠が3枠に拡大されたため、準優勝クラブが出場権の3枠目を得た。試合はすべてアメリカで開催され、メキシコ人人口（またはメキシコ系人口）が多いカリフォルニア州やテキサス州のスタジアムが使用された。
2009年大会はグループAの首位がパチューカ、グループAの2位がモレリア、グループBの首位がチーバス、グループBの2位がアトラスとなった。パチューカとアトラスが戦った決勝ⅠはPK戦によりパチューカが勝利。チーバスとモレリアが戦った決勝ⅡはPK戦によりチーバスが勝利。これにより、チーバス（優勝）とパチューカ（準優勝）がコパ・リベルタドーレスの出場権を得た。2010年大会はグループAの首位がアメリカ、グループAの2位がエストゥディアンテス・テコス、グループBの首位がプエブラ、グループBの2位がモンテレイとなった。アメリカとモンテレイが戦った決勝ⅠはPK戦によりモンテレイが勝利。プエブラとエストゥディアンテス・テコスが戦った決勝Ⅱはエストゥディアンテス・テコスが勝利。これにより、モンテレイ（優勝）とエストゥディアンテス・テコス（準優勝）がコパ・リベルタドーレスの出場権を得た。

## 大会形式
インテルリーガに出場する8クラブはプリメーラ・ディビシオンの1年間の総合成績によって決められる。プリメーラ・ディビシオンの優勝クラブはコパ・リベルタドーレスと同時期にCONCACAFチャンピオンズリーグに出場するため、インテルリーガには参加せず、プリメーラ・ディビシオン9位のクラブが繰り上がりでインテルリーガの出場権を得る。順位の偏りがないように4クラブずつ2グループに分かれ、1回戦総当たりのリーグ戦が行なわれる。それぞれのグループの首位同士が対戦し、その勝者がコパ・リベルタドーレスの出場権（1枠目）を得る。それぞれのグループの2位同士が対戦し、その勝者は首位同士の試合の敗者と対戦。その勝者がコパ・リベルタドーレスの出場権（2枠目）を得る。

## 歴代大会結果
| 年   | 決勝開催地   | その他の開催地                           | 優勝               | 準優勝                       |
| ---- | ------------ | ---------------------------------------- | ------------------ | ---------------------------- |
| 2004 | カーソン     | フリスコ, ヒューストン                   | サントス・ラグーナ | アメリカ                     |
| 2005 | ヒューストン | カーソン, サンノゼ, ダラス, フェニックス | UANL               | チーバス                     |
| 2006 | カーソン     | ヒューストン, ラ・ホージャ, フリスコ,    | UANL               | チーバス                     |
| 2007 | カーソン     | フリスコ, ヒューストン                   | ネカクサ           | アメリカ                     |
| 2008 | カーソン     | フリスコ, ヒューストン                   | アメリカ           | アトラス                     |
| 2009 | カーソン     | フリスコ, ヒューストン                   | チーバス           | パチューカ                   |
| 2010 | カーソン     | フリスコ, ヒューストン                   | モンテレイ         | エストゥディアンテス・テコス |

## クラブ別出場回数
| 回数 | クラブ                               | 出場年(太字は優勝)                 |
| ---- | ------------------------------------ | ---------------------------------- |
| 6    | UANLティグレス                       | 2004, 2005, 2006, 2007, 2009, 2010 |
| 6    | クルブ・アメリカ                     | 2004, 2005, 2007, 2008, 2009, 2010 |
| 5    | モナルカス・モレリア                 | 2004, 2006, 2007, 2008, 2009       |
| 4    | チーバス・グアダラハラ               | 2004, 2005, 2006, 2009             |
| 4    | CFモンテレイ                         | 2006, 2007, 2008, 2010             |
| 3    | クルス・アスル                       | 2006, 2007, 2008                   |
| 3    | クルブ・ネカクサ                     | 2005, 2006, 2007                   |
| 3    | デポルティーボ・トルーカFC           | 2004,2005,2009                     |
| 3    | CFアトラス                           | 2004,2008,2009                     |
| 3    | サントス・ラグーナ                   | 2004, 2005, 2010                   |
| 3    | CFアトランテ                         | 2004, 2005, 2010                   |
| 3    | ハグアレス・デ・チアパス             | 2005, 2007, 2010                   |
| 3    | エストゥディアンテス・テコス         | 2007, 2009, 2010                   |
| 2    | CFパチューカ                         | 2006, 2009                         |
| 1    | ティブロネス・ロホス・デ・ベラクルス | 2006                               |
| 1    | UNAM                                 | 2007                               |
| 1    | プエブラ                             | 2010                               |

## 得点ランキング
2008年1月19日時点
| 順位 | 得点数 | 選手                       |
| ---- | ------ | -------------------------- |
| 1    | 9      | レイナルド・ナビア         |
| 1    | 9      | サルバドール・カバニャス   |
| 3    | 7      | ブルーノ・マリオーニ       |
| 4    | 6      | クアウテモク・ブランコ     |
| 4    | 6      | アルド・デ・ニグリス       |
| 6    | 5      | オマール・ブラボ           |
| 6    | 5      | ワルテル・ガイタン         |
| 6    | 5      | クレーベル・ボアス         |
| 6    | 5      | アルフレッド・モレーノ     |
| 10   | 4      | マヌエル・ペレス           |
| 10   | 4      | ハレド・ボルヘッティ       |
| 10   | 4      | セバスティアン・ゴンサレス |
| 10   | 4      | カルロス・オチョア         |
| 10   | 4      | ラモン・モラレス           |
| 10   | 4      | エドガル・ベニテス         |
| 10   | 4      | アドルフォ・バウティスタ   |
| 10   | 4      | ホルヘ・アチュカーロ       |